# فرودگاه لیتل چرچیل ریور/دانلوپز فلای
فرودگاه لیتل چرچیل ریور/دانلوپز فلای (به انگلیسی: Little Churchill River/Dunlop's Fly In Lodge Aerodrome) یک فرودگاه خصوصی است که یک باند فرود رس و شن و چمن دارد و طول باند آن ۸۰۰ متر است. این فرودگاه در کشور کانادا قرار دارد و در ارتفاع ۲۱۳ متری از سطح دریا واقع شده است.